# Wilkes-Barre
Wilkes-Barre település az Amerikai Egyesült Államok Pennsylvania államában, Luzerne megyében, melynek megyeszékhelye is. Lakosainak száma 44 328 fő (2020. április 1.).

## Népesség
A település népességének változása:
| Lakosok száma | 86 200 | 55 000 | 52 000 | 41 498 | 44 328 |
|               | 1940   | 1975   | 1980   | 2010   | 2020   |